# みやざきサンシャインシリーズ
みやざきサンシャインシリーズは、日本プロ野球2軍の交流試合として2011年から開催されている大会。

## 概要
プロ野球の2軍は2004年の大阪近鉄バファローズとオリックス・ブルーウェーブの合併、およびその後の新規加盟による東北楽天ゴールデンイーグルスの参加に伴い、イースタン・リーグに7チーム、ウエスタン・リーグに5チームに割り振られた。
これを機に、試合日程間隔の調整などを補う観点から両リーグ間、あるいは独立リーグや社会人野球との交流戦が行われてきたが、2011年からファーム交流戦を充実させるため、これまでも教育リーグ「フェニックスリーグ」などを開催した宮崎県に2軍チームを集結させ、イースタン・ウエスタン双方のリーグによる交流試合を開催することになった。
試合はイースタン・ウエスタンそれぞれのリーグ公式戦として行われ、通常の両リーグの基本試合数と当シリーズを含む両リーグ交流戦の成績を含めた年間総合勝率で優勝を競う。このサンシャインシリーズ単体の成績による表彰はない。

### 2011年度

#### 出場チーム

##### イースタン・リーグ
- 読売ジャイアンツ
- 東京ヤクルトスワローズ
- 埼玉西武ライオンズ

##### ウエスタン・リーグ
- 阪神タイガース
- 広島東洋カープ
- 福岡ソフトバンクホークス

#### 開催期間と球場
- 開催期間：5月17日 - 5月22日
- 球場
  - 宮崎市・サンマリンスタジアム宮崎、アイビースタジアム
  - 日南市・南郷スタジアム、天福球場
  - 西都市・西都原運動公園野球場